# Tajov
 Tajov je obec na Slovensku v okrese Banská Bystrica, asi 6 km severozápadně od města. V obci žije 661 obyvatel. První písemná zmínka o obci pochází z roku 1495.
V obci se nachází původní gotický kostel Sv. Jana Křtitele, který prošel později renesanční a barokovou úpravou. V kostele je dřevěná gotická plastika Sv. Křtitele, dílo Majstra z Tajova, patřící mezi nejvýznamnější plastiky na Slovensku.
V obci se narodili Jozef Gregor Tajovský a Jozef Murgaš.